# Aerodramus papuensis
Aerodramus papuensis là một loài chim trong họ Apodidae.